# يان كالانان
يان كالانان (بالإنجليزية: Ian Callanan)‏ هو ملحن وكاتب أغاني أيرلندي، ولد في 17 مارس 1971 في كورك في جمهورية أيرلندا.